# Leonard Zajączkowski

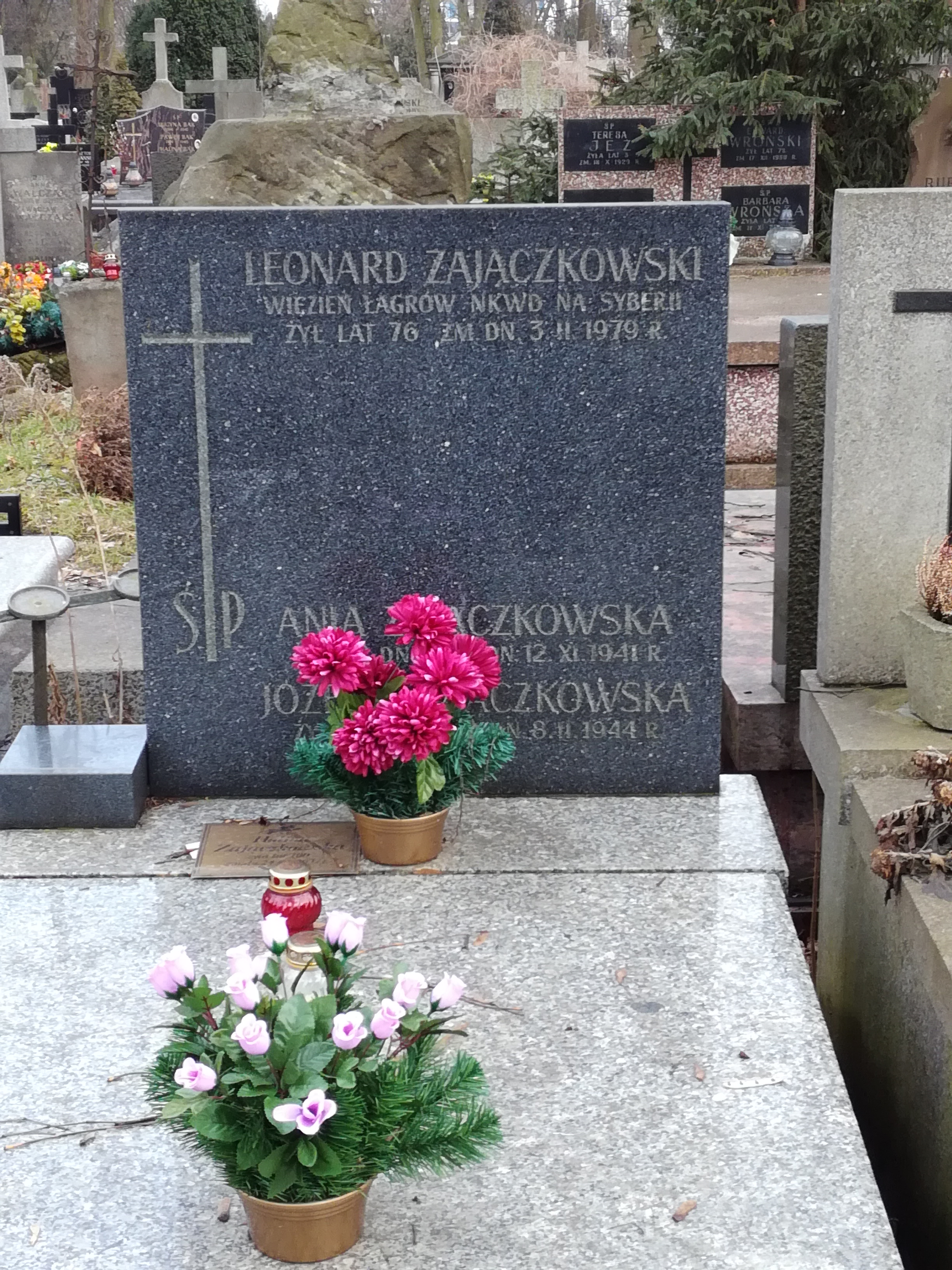
Grób Leonarda Zajączkowskiego na cmentarzu Bródnowskim

Leonard Zajączkowski (ur. 1902, zm. 3 lutego 1979 w Warszawie) – polski operator i reżyser filmowy.

## Życiorys
Rozpoczął przygodę z filmem mając 23 lata, całe swoje życie zawodowe związał z realizacją filmów. Podczas II wojny światowej przebywał na Syberii. Przez wiele lat pracował w Wytwórni Filmów Dokumentalnych i Fabularnych, jego specjalnością była realizacja zdjęć do materiałów dotyczących kultury i sztuki na potrzeby Polskiej Kroniki Filmowej. W 1976 zdarzył mu się epizod aktorski, zagrał samego siebie w Człowieku z marmuru. Został pochowany na cmentarzu Bródnowskim (kw. 15B-6-12).